# Манитоба
Манитоба (енгл/фр. Manitoba), једна је од десет канадских покрајина (провинција), површине 649.950 km². Позната је по пространим преријама, великом броју језера (око 110.000), равном терену и континенталној клими. Једина је преријска провинција која има излаз на море. Најважнија привредна делатност је пољопривреда на плодним преријама у јужним и западним деловима, а развијени су и рударство, шумарство, енергетика и туризам. Тешке индустрије скоро да и нема, што је повољно утицало на очување животне средине. Најбројнији становници Манитобе су Англоканађани уз мањи проценат франкофоног и домородачког становништва. Покрајина је 2010. имала 1.232.654 становника.
Главни и највећи град Манитобе је Винипег, у којем живи око 60% целокупне популације провинције. Винипег је политички, културни и образовни центар Манитобе. Четири од пет универзитета Манитобе налази се у Винипегу, а у њему су и бројни спортски клубови.
Име Манитоба вероватно потиче из језика Кри и Оџибве Индијанаца и у преводу значи „језеро у прерији“ или „пролаз духова“. Први Европљани су у ове крајеве стигли крајем 17. века бавећи се углавном трговином крзном. Манитоба је канадска провинција постала 1870. након окончања побуне у долини Црвене реке. За време Велике депресије провинција је претрпела велике економске губитке.
Градић Черчил, који се налази на обалама Залива Хадсон на северу Манитобе, познат је и као светска престоница поларног медведа због многобројних белих медведа у његовој околини.

## Географија
Манитоба се на истоку граничи са провинцијом Онтарио, на западу са Саскачеваном, а на северу са Северозападним територијама и Нунавутом. На југу се граничи са америчким савезним државама Северна Дакота и Минесота. На североистоку излази на обале Залива Хадсон и уједно је једина преријска провинција која има излаз на море.
Са површином од 649.950 km², Манитоба је на осмом месту у Канади.

### Хидрологија и рељеф
Манитоба је једина преријска провинција која има морску обалу. Излази на обале Залива Хадсон у дужини од 645 км. Преко 110.000 слатководних језера обухвата површину од 101.600 km² (односно 15,6% површине провинције). Највеће слатководне површине су језера Манитоба, Винипегосис и Винипег. Језеро Винипег је десета највећа слатководна површина на свету и највеће је језеро јужне Канаде. Делови индијанске земље и тајги на источним обалама Винипега налазе се на Унесковом списку Светске баштине.
Најважније реке су Црвена река, Асинибојн, Нелсон, Винипег, Хејс, Вајтшел и Черчил. Јужни део Манитобе лежи у реликтном басену глацијалног језера Агаси. Долина Црвене реке на југу је равна и веома плодна и заједно са долином реке Асинибојн најгушће је насељени део Манитобе. Широм провинције постоје и бројна каменита узвишења моренског порекла.
Највиша тачка провинције је планина Болди (832 m) западно од језера Винипегосис, а хипсометријски најнижа тачка је на нивоу светског мора на обалама Залива Хадсон. Нешто виши крајеви су северније, на деловима канадског штита и јужније, у области песковитог Сендилендса те планине Рајдинг. Северни и источни делови Манитобе обухватају подручја канадског штита гранитне основе благо нагнутог ка Заливу Хадсон. Рељеф је углавном брдски са бројним језерима и хидроенергијом богатим рекама. Готово целокупна површина штита обрасла је густим четинарским шумама, а богата су и налазишта минерала.
На ретко насељеним деловима канадског штита налазе се паркови природе Вајтшел, Атикаки и Нопиминг. Јужни делови покрајине, који су формирани повлачењем Висконсинског ледника крајем последњег леденог доба, погодни су за интензивну земљорадњу. У ратарству доминира узгој житарица (19%) и уљарица (8%), а развијено је и сточарство (37% канадског удела). Око 12% свих обрадивих површина Канаде налази се управо у Манитоби (на њеном југу).

### Клима
Манитоба има континенталну климу при чему температура ваздуха опада идући од југа ка северу, док се количина падавина смањује од истока ка западу. Територија Манитобе је релативно равна и удаљена од великих водених маса и планинских ланаца Стеновитих планина и Апалача, те је стога током зимских месеци отворена за продор хладних арктичких маса са северозапада, док током летњег дела године до Манитобе допиру топле масе са обала Мексичког залива.
Јужни делови провинције налазе се у зони дејства снажних торнада, а само током 2006. на тлу Манитобе регистровано је чак 15 јачих удара. Најјачи торнадо који је захватио ово подручје десио се 22. и 23. јуна 2007. и имао је јачину петог степена Фуџитине скале. Торнадо је разорио делове градића Илај, 40 км од Винипега, а то је био и најснажнији олујни ветар који је икада службено регистрован на територији Канаде.
Према подацима Канадске метеоролошке службе, Манитоба је канадска покрајина са највише сунчаних дана у години, претежно у зиму и пролеће. Највише сунчаних сати лети забележено је у градићу Портиџ ла Прери, док је на другом месту Винипег. У јужним деловима покрајине и у долини Црвене реке постоје релативно дуги периоди године без мразева (125 до 135 дана годишње), а број дана без мраза опада идући ка северу.
Северни делови покрајине (са градом Томпсоном) имају субполарну климу (Кепенова класификација Dfc) са веома хладним и дугим зимама и кратким и топлим летима са малом количином падавина. Није ретка појава да зими по неколико ноћи заредом температуре ваздуха падну на -40 °C.
Јужни део Манитобе (такође и град Винипег), према Кепеновој класификацији, има влажну континенталну климу. Зиме су дуге и хладне са јаким олујним ветровима и честим мећавама, док су лета топла и влажна. Југозападни делови имају нешто сувљу и оштрију климу.
| Град            | Јул (°C) | Јануар (°C) |
| --------------- | -------- | ----------- |
| Винипег         | 26/13    | −13/−20     |
| Портиџ ла Прери | 25/13    | −12/−23     |
| Дофен           | 25/12    | −12/−23     |
| Брендон         | 25/11    | −13/−24     |
| Де Па           | 23/12    | −16/−26     |
| Томпсон         | 23/9     | −19/−31     |

### Флора и фауна
Источни, југоисточни и северни делови су обрасли бореалним четинарским шумама и жбунастом мочварном вегетацијом (маскег), док је подручје око Залива Хадсон под тундром. Под шумама је укупно 263.000 km² или скоро 48% површине Манитобе. У шумама доминирају бор (углавном Бенксов бор (лат. Pinus banksiana) и амерички црвени бор (лат. Pinus resinosa)), оморика (бела и црна), ариш, топола, бреза (бела и мочварна) и кедар. У јужним деловима су прерије обрасле високом травом са примерцима ендемске западнопреријске ресасте орхидеје (Platanthera praeclara).
Северна Манитоба је позната по великом броју белих медведа, а градић Черчил, који се налази на обалама залива, познат је и као „престоница поларног медведа“. Остали крупнији сисари, попут лосова, јелена и вукова, могу се наћи по целој провинцији, посебно у парковима природе. У близини села Нарсис налази се највећа концентрација смукова (Thamnophis) на свету. У Манитоби живи и преко 145 врста птица, а најпознатије су велика сива сова (симбол провинције) и угрожени сиви соко. У језерима живи 18 различитих врста риба, а највише има пастрмке и штуке.

### Екологија
Бригу о животној средини у покрајини води покрајинско министарство животне средине, а постоји и велики број владиних програма за унапређење и заштиту животне средине. Најпознатији је програм интензивног пошумљавања којим је планирана садња пет милиона садница у периоду од пет година. На територији провинције налазе се два национална парка која су под заштитом државе, (Рајдинг маунтин и Вапуск) те 54 покрајинска парка.
Еколошка слика провинције је релативно повољна будући да не постоје загађивачи попут погона тешке индустрије, али животну средину загађују велики сточарски комплекси и фарме. Године 2000. Rural Groundwater Quality Initiative, организација која се бави заштитом и истраживањем подземних водних ресурса, испитивала је квалитет воде у руралним подручјима. Од 1.000 случајних узорака, 43% није било по канадским стандардима квалитета воде за пиће. У 16% узорака пронађена је недозвољена концентрација нитрата. Главни загађивач подземних вода је течни стајски отпад који се неадекватно складишти. У једној студији из 2005, невладина организација Freedom of Information доказала је да више од половине танкова са стајским ђубривом није исправно и да течни стајњак загађује подземне воде, а преко њих и живи свет језера Винипег.

## Историја Манитобе

### Етимологија
Провинција је добила име по језеру Манитоба око којег је и настала. Претпоставља се да име Манитоба потиче из језика индијанског племена Асинибојн и то од речи „мини“ и „тобу“ које значе „језеро у прерији“. Према другој теорији, у језику народа Кри постоји реч „маниотапу“ која је означавали звук који су стварали таласи језера ударајући у обалу. Према индијанској легенди, то је велики дух Маниту ударао у бубањ.

### Прве нације и европски досељеници
Подручје данашње Манитобе по први пут је насељено пре око 10.000 година, непосредно након окончања последње вирмске глацијације. Први насељеници појавили су се на подручју планине Тертл на југозападу Манитобе и северу Северне Дакоте. Прва насеља основала су племена Оџибве, Кри, Атабаски (Дене), Сијукси, Асинибојн и Мандан, која су убрзо почела међусобно трговати. Налазишта кварца у северној Манитоби доказују да су се прва индијанска племена бавила и рударством (од кварца су израђивани врхови стрела), а у долини Црвене реке узгајао се кукуруз и друге пољопривредне културе.
Године 1611. Хенри Хадсон је упловио у данашњи Хадсонов залив на чијим обалама га је оставила побуњена посада. У потрагу за Хадсоном убрзо се упутила експедиција предвођена Томасом Батоном. Експедиција се кретала узводно реком Нелсон и 1612. дошла је до језера Винипег. Експедиција није успела да пронађе Хенрија Хадсона, а Батон је постао први Европљанин који је крочио на тло данашње Манитобе. Британски брод „Нонсач“ је 1668/1669 упловио у Хадсонов залив где је убрзо основана трговачка компанија Хадсоновог залива (енгл. Hudson's Bay Company). Подручје које је контролисала компанија названо је Рупертовом земљом (Rupert's Land) у част баварског принца Руперта Палатинскога који је финансијски помагао Компанију. Прва трговачка станица компаније била је Форт Нелсон (основана 1682), али су је врло брзо разорили ривалски француски трговци. Уместо Форт Нелсона, 1684. је основана трговачка станица Јорк (York Factory).
Француски генерал и трговац Пјер Готје де Варен је 1730-их истраживао долину Црвене реке желећи да појача француски утицај на тим просторима. Доласком Француза почела је и интензивна трговина између монтреалске Северозападне компаније и Метиса. На територији јужне Манитобе истовремено су деловале две ривалске трговачке компаније које су се, након честих сукоба, ујединиле 1821.  Након победе над Француском у Седмогодишњем рату (на тлу Северне Америке познат и као Француско-индијански рат 1756—63) Британија је 1763. осигурала трговачку и политичку превласт над овом територијом. Европљани су прве фарме и насеља почели да оснивају 1812. северно од данашњег града Винипега, што је довело до сукобе са локалним Метисима. Дана 19. јуна 1816. у сукобу британских досељеника и Метиса (познатом и као Битка код Севен Оукса) погинуо је 21 колониста (међу којима је био и гувернер области) и један Метис.

### Побуна у долини Црвене реке
Упркос противљењу локалних франкофоних Метиса, Англоканађанин Вилијам Макдугал је 1869. именован за првог гувернера Манитобе. Метиси су ускоро формирали локалну владу на челу са Лујем Ријелом. Ријелови људи нису дозволили Макдугалу улазак на територију Манитобе, а од канадске владе су затражили успостављање посебне провинције Асинибојн. У долини Црвене реке избила је побуна против присталица канадске власти. Договор са владом је постигнут 1870. и према њему су територије око Црвене реке ушле у састав канадске конфедерације као покрајина Манитоба. Источнија подручја су ушла у састав Онтарија. Метисима је обећана обрадива земља, школе на француском језику и слободно исповедање католицизма. Након потписивања споразума, канадска влада је послала војску са намером да утврди власт у Манитоби. Власти су мимо договора издале налог за Ријелово хапшење. Уласком војске у Манитобу окончана је побуна у долини Црвене реке, а Манитоба је и формално постала део Канаде. Убрзо је велики број белих досељеника из Онтарија кренуо ка Манитоби, а због све израженијег расизма, Метиси су се почели повлачити у унутрашњост Канаде ка областима која ће ускоро постати покрајине Алберта и Саскачеван.
До краја 19. века потписани су бројни споразуми између канадске владе и локалних поглавица према којима је свакој индијанској породици обећана одређена количина обрадиве земље. На основу тих споразума формирани су резервати са домородачким становништвом којима је управљала федерална влада. Упркос обећањима власти, многи Метиси нису добили обећану земљу што је узроковало бројне протесте и демонстрације који трају и до данашњих дана.

### Конфедерација
Дана 15. јула 1870, усвајањем Закона о Манитоби у Парламенту Канаде, Манитоба и званично постаје пета канадска провинција. У тренутку уласка у конфедерацију, територија Манитобе је била 18 пута мања него данас, а због квадратног облика и малих димензија добила је надимак „провинција поштанске марке“ (енгл. postage stamp province). Покрајина је своје границе незнатно проширила већ 1881, а територијални спор са Онтариом окончан је 1889. неповољно по Манитобу која је изгубила велики део територија на истоку. Територија се постепено ширила ка северу на уштрб Северозападних територија све до 1912. када је достигла 60° северне географске ширине и садашње границе.
Према првом уставу Манитобе, државна влада гарантовала је финансирање, постојање и рад франкофоних католичких школа. Након приступања Конфедерацији, у Манитобу је стигао већи број англофоних и протестантских досељеника што је узроковало значајне промена на језичкој мапи провинције. Године 1890. енглески протестанти су од федералних власти успели да издејствују прекид финансирања француских школа и укидање њиховог повлашћеног положаја. Франкофона католичка мањина је тражила од савезне владе подршку, али су за противника имали многобројне антикатоличке снаге широм земље које су биле против постојања посебних одељења формираних на језичким и верским основама.
Конзервативци у канадском парламенту су тражили изгласавање закона којима би се ови проблеми покушали решити, али су њихову иницијативу блокирали либерали, који су се залагали за права провинција да о неким питањима саме одлучују. Када је Вилфрид Лорије, лидер либерала, изабран 1896. за канадског премијера, решио је проблем доневши компромисну одлуку према којој је католичкој мањини Манитобе имала право на получасовну верску наставу на крају сваког школског радног дана и то под условом да има довољно заинтересованих за тај вид наставе.

### XX век у Манитоби
Почетком 20. века Манитоба је доживљавала прави економски процват превасходно захваљујући бројним страним инвеститорима и имигрантима. Винипег је до 1911. постао трећи по величини и по важности град у Канади и остао на тој позицији све док га није сменио Ванкувер током двадесетих година XX века. У периоду од 1915. до 1920. дошло је до осетнијег економског пада који је проузроковало отварање Панамског канала 1914. године чиме је смањен трговачки саобраћај трансконтиненталним железницама преко Манитобе, те због смањења имиграција услед избијања Првог светског рата у Европи. У току прве године рата 1914. мобилизовано је преко 18.000 грађана Манитобе за учешће у војним операцијама. До краја рата, 14 Манитобљана је одликовано највишим орденом земаља Комонвелта за ратне заслуге – Викторијиним крстом.
Након завршетка Првог светског рата дошло је до економског пада који је узроковао бројне штрајкове пољопривредника због ниских цена пшенице и радника због ниских плата. Незадовољство је кулминирало генералним штрајком који је потпуно паралисао Винипег у периоду између 15. маја и 25. јуна 1919. Влада је применом силе настојала да оконча штрајк приликом чега је више особа повређено, једна особа је погинула а вође штрајкача су ухапшене и изведене пред суд. Осморица вођа штрајка је осуђено под оптужбом за завере, клевете и илегалне активности против државе, док су четворица осуђених који су били страни држављани депортовани из Канаде у складу са државним имиграционим законима.
Последице Велике депресије (1929—39) највише су погодиле западну Канаду, укључујући и Манитобу. Колапс на светском тржишту, пад пољопривредне производње и смањење приноса узроковано сушом негативно се одразило на целокупну привредну активност. Привреда се окренула рударству и индустрији што се негативно одразило на Манитобу као изразито пољопривредну покрајину.
Канада је у Други светски рат ушла 1939. године. Широм Манитобе постојали су многобројни војни логори за обуку док се у самом Винипегу налазила главна команда за обуку пилота Британске ратне авијације. У директним војним акцијама учествовало је неколико јединица које су биле стациониране у Манитоби. Занимљиво је да је 1942. једна невладина организација организовала прикупљање новчаних средстава за војску тако што је симулирала окупацију Манитобе од стране нациста. Акција је у потпуности успела и скупљено је 65 милиона канадских долара.
Године 1950. река Ред је достигла свој највиши ниво још од 1861. и поплавила готово целу долину око свог корита. Већи део становника града Винипега је морао бити евакуисан. Да би се спречиле будуће катастрофалне поплаве, тадашњи покрајински премијер Даферин Роблин је издао наредбу о градњи великог насипа и одводних канала који би штитили Винипег од будућих поплава. Насип око Винипега је завршен 1968. године а бројни насипи изграђени су убрзо и у јужнијим градовима дуж обала Ред ривера. „Поплава века“ која је 1997. погодила Манитобу изазвала је штету од преко 400 милиона канадских долара, али су насипи из 1968. сачували сам Винипег од катастрофалних последица.

## Демографија
Године 2010. на територији Манитобе живело је 1.232.654 становника што чини 3,63% популације Канаде. Више од половине становника живи у региону око главног града Винипега (по процени из 2006. нешто мање од 700.000) док преко милион људи живи у јужним деловима покрајине. Иако је степен урбанизације доста висок, Манитоба је једина канадска покрајина у којој чак 55% популације живи у једном граду -Винипегу.
| Година | Становништво | Урбано  | У % | Рурално | Р % | Поз. |
| ------ | ------------ | ------- | --- | ------- | --- | ---- |
| 1871.  | 25.228       | 1.058   | 4%  | 24.170  | 96% | 8.   |
| 1881.  | 62.260       | 10.245  | 16% | 52.015  | 84% | 6.   |
| 1891.  | 152.506      | 41.008  | 27% | 111.498 | 73% | 5.   |
| 1901.  | 255.211      | 70.436  | 28% | 184.775 | 72% | 5.   |
| 1911.  | 461.394      | 200.365 | 43% | 261.029 | 57% | 5.   |
| 1921.  | 610.118      | 261.616 | 43% | 348.502 | 57% | 4.   |
| 1931.  | 700.139      | 315.969 | 45% | 384.170 | 55% | 5.   |
| 1941.  | 729.744      | 321.873 | 44% | 407.871 | 56% | 6.   |
| 1951.  | 776.541      | 439.580 | 57% | 336.961 | 43% | 6.   |
| 1956.  | 850.040      | 510.583 | 60% | 339.457 | 40% | 6.   |
| 1961.  | 921.686      | 588.807 | 64% | 332.879 | 36% | 6.   |
| 1966.  | 963.066      | 646.048 | 67% | 317.018 | 33% | 5.   |
| 1971.  | 988.245      | 686.445 | 69% | 301.800 | 31% | 5.   |
| 1976.  | 1.021.505    | 714.480 | 70% | 307.025 | 30% | 5.   |
| 1981.  | 1.026.241    | 730.659 | 71% | 295.582 | 29% | 5.   |
| 1986.  | 1.063.015    | 766.850 | 72% | 296.165 | 28% | 5.   |
| 1991.  | 1.091.942    | 787.175 | 72% | 304.767 | 28% | 5.   |
| 1996.  | 1.113.898    | 800.063 | 72% | 313.835 | 28% | 5.   |
| 2001.  | 1.119.583    | 805.321 | 72% | 314.262 | 28% | 5.   |
| 2006.  | 1.148.401    | 820.922 | 72% | 327.479 | 28% | 5.   |
| 2011.  | 1.208.268    | -       | -   | -       | -   | 5.   |

Етнички састав становништва Манитобе 2006. је био: Енглези (22,9%), Немци (19,1%), Шкоти (18,5%), Украјинци (14,7%), Ирци (13,4%), припадници Првих народа (10,6%), Пољаци (7,3%), Метиси (6,4%), Французи (5,6%), Холанђани (4,9%), Руси (4%) и Исланђани (2,7%). Око петина популације се изјаснила и као Канађани. Највећи раст броја становника је у домородачкој заједници, али не постоји тачан податак о њиховом бројном стању јер је у неким резерватима попис био забрањен.
У Манитоби се налази највећа групација Исланђана ван Исланда, а има их 35.000. Доселили су се око 1880. и данас углавном живе у округу Нови Исланд са центром у градићу Гимлију.
За око 75% становника матерњи језик је енглески који је, уз француски, службени језик у покрајини. француски језик је матерњи за свега око 4% становника, док око 10% становника говори оба језика. Нешто мање од 3.000 становника говори једну од варијанти српско-хрватског језика (српски, хрватски или бошњачки).
По попису из 2006. у Манитоби је живела 151.230 имиграната, а од тог броја њих нешто преко 92.000 се доселило пре 1991. Највећи број усељеника је из Филипина (25.500); УК (15.225); Немачке (9.045); Пољске (7.355); САД (7.090); Индије (6.765); Мексика (6.155); Португалије (4.565); Украјине (4.330) ... Са подручја бивше Југославије доселило се 3.535 лица.
У периоду 1996—2006. у Манитобу се из других делова Канаде доселило 79.185 становника, док је у истом периоду покрајину напустило 118.515 лица.
У погледу верске припадности, већина становника Манитобе се изјашњава као хришћани (око 70%). На попису 2001. 18,5% се изјаснило као атеисти. Највеће хришћанске заједнице су римокатоличка (27%), Уједињена црква Канаде (16%) и Англиканска црква Канаде (око 8%).
Манитоба је једина канадска покрајина у којој чак 55% популације живи у једном граду. Са око 650.000 становника Винипег је убедљиво највећи град у Манитоби. Други већи градски центар је Брендон са 45.000 становника, док сви остали градови имају мање од 15.000 становника.
|                  | Винипег | Брендон | Томпсон | Портиџ ла Прери | Стајнбак | Селкирк | Винклер | Дофен |
| ---------------- | ------- | ------- | ------- | --------------- | -------- | ------- | ------- | ----- |
| Становника 2001. | 619.544 | 39.716  | 13.256  | 12.976          | 9.227    | 7.943   | 7.943   | 8.000 |
| Становника 2006. | 633.451 | 41.511  | 13.446  | 12.728          | 11.066   | 9.515   | 9.106   | 7.906 |
| Слика            |         |         |         |                 |          |         |         |       |

Извор: Статистички завод Канаде.

## Политички и законодавни живот
Као и друге канадске провинције и Манитоба има једнодомни парламент и владу. Покрајински премијер је шеф странке која победи на изборима за локални парламент. Шефа државе, а то је британски краљ Чарлс III, у Манитоби представља намесник гувернер Манитобе (енгл. Lieutenant Governor of Manitoba) кога именује лично генерални гувернер Канаде на предлог канадског премијера. Будући да је улога шефа државе само протоколарног карактера, намесник гувернер је задужен за конституисање покрајинске Владе. На савезном нивоу, Манитоба има 14 посланика у канадском Парламенту и шест представника у Сенату.
Уласком у састав канадске конфедерације 1869. Манитоба је добила и одређен степен аутономије у оквиру Канаде. Са тим у вези је 14. јула 1870. основана Законодавна скупштина Манитобе. Парламент чини 57 посланика који су изабрани као представници народа Манитобе. Тренутно најјаче политичке партије на политичкој сцени Манитобе су Нова демократска странка Манитобе (енгл. New Democratic Party of Manitoba; NDP), Напредна конзервативна странка Манитобе (енгл. Progressive Conservative Party of Manitoba) и Манитобански либерали (енгл. Manitoba Liberal Party).
Актуелни покрајински премијер је Грег Селинџер из НДП-а која има већину у парламенту (36 од 57 места). Последњи општи избори одржани су 4. октобра 2011. Конзервативци су освојили 19 мандата а либерали само један.
Политичке партије у овој покрајини су се први пут појавиле између 1878. и 1883. у виду двопартијског политичког система чији су представници били либерали и конзервативци. Године 1922. основана је партија Уједињени фармери Манитобе (енгл. United Farmers of Manitoba) која је постала доминантна политичка партија након уједињења са либералима 1932. Садашњи тропартијски политички систем формиран је током 50-их година 20. века, а од 1969. две најјаче партије су НДП и конзервативци.
Покрајинско правосуђе чине три судске институције: Покрајински суд (Provincial Court), Апелациони суд (Court of Appeal) и Краљичин суд (Court of Queen's Bench). Покрајински суд је задужен за случајеве ситнијег криминала, док се Краљичин суд, као највиши суд у покрајини, бави случајевима породичног, грађанског и делом кривичног права, те решавањем апелација покрајинског суда. Апелациони суд разматра одлуке претходна два суда и на те одлуке се једино Врховном суду Канаде може уложити жалба.

## Привреда
Индијанска племена на територији данашње Манитобе пре доласка Европљана бавила су се земљорадњом и ловом (лов на бизоне), а била је развијена и међуплеменска трговина у виду размене добара. Доласком Европљана у 17. веку основна привредна активност постаје трговина крзнима која се посебно учврстила доласком ове територије под интересну сферу Компаније Хадсоновог залива. Године 1811. Лорд Селкирк је са собом довео прве земљораднике из Европе што је значило и ширење економске основе провинције.
Канадска влада је будућим фармерима делила земљу под условом да се баве пољопривредом. Привреда Манитобе је све до Велике депресије почивала искључиво на пољопривреди, након чега почиње интензивнији развој трговине и рударства.
Привреда Манитобе данас почива на искоришћавању природних ресурса провинције. Године 2008. БДП је износио 50.834 милијарди канадских долара. Економски раст у 2008. је износио 2,4% (трећу годину за редом), док је већ наредне године забележена блага стагнација. Просечан БДП по глави становника 2009. је износио 28.480 $, што је нешто ниже у односу на канадски просек за ту годину (28.840 долара). Стопа незапослености у 2011. износила је 4,9%.
Целокупна економија Манитобе почива на пољопривреди, туризму, енергетици, нафтној индустрији, рударству и шумарству. Пољопривреда има витални значај за привредну активност покрајине, и у њој се налази око 12% свог обрадивог тла у целој Канади. У структури пољопривредних имања доминирају сточарске фарме (34,6%), производња житарица (19%) и узгој уљарица (8%).
Пољопривреда је основна привредна делатност покрајине, што је и разумљиво с обзиром на плодно преријско тло. Већина обрадивог тла се налази у јужнијим деловима, иако се житарице узгајају и доста северније (посебно јечам и овас). Манитоба је највећи канадски произвођач уљарица (посебно сунцокрета) и махунарки (грашак и пасуљ) и међу водећим је произвођачима кромпира. У граду Портиџ ла Прери налазе се велики погони за прераду кромпира (попут McCain Foods и Simplot) који прерађевинама од ове врсте поврћа снабдевају неке од највећих светских ланаца ресторана (McDonald's и Wendy's). У околини се налази и највећи светски млин за прераду овса.
У туристичком сектору посебно је значајан град Черчил на обалама Хадсоновог залива због своје популације белих медведа и белуга китова.

### Саобраћај
Манитоба се налази на раскрсницама важних друмских и железничких путева који повезују источну и западну обалу Канаде, односно канадску прерију са Великим језерима. Саобраћај и складиштење робе сваке године доносе велике приходе буџетске приходе. Већ више од једног века Манитоба се сматра једним од најважнијих регионалних транспортних и логистичких центара, а у тој области је директно запослено око 40.000 људи (скоро 5% популације покрајине). У покрајини је регистровано око 1.000 предузећа која се баве пружањем услуга шпедиције путем камиона, а од тог броја шест се убраја међу највеће у земљи.
Железнички саобраћај се одвија преко Националних железница Канаде (енгл. Canadian National Railway — CN) и Пацифичких железница (енгл. Canadian Pacific Railway — CPR) које заједно на располагању имају нешто мање од 2.500 км пруга. Најважнији саобраћајни чвор је град Винипег.
Највећа ваздушна лука је Међународни аеродром Џејмс Армстронг Ричардсон (YWG) у Винипегу, који је једини аеродром са међународним саобраћајем на подручју између Торонта и Калгарија. Године 2010. преко аеродрома је прошло око 3,4 милиона путника и 173.000 тона терета, док се обавило преко 136.000 летова. Током 2011. карго терминал на аеродрому је проширен за додатних 51.000 м² корисног простора.
Лука Черчил (Port of Churchill) која се налази на обалама Хадсоновог залива је стратешки гледано најважнија канадска арктичка извозно-увозна лука која има приступ отвореном мору. Лука је преко Хадсон Беј железнице повезана са унутрашњошћу. Лучки саобраћај се одвија од средине јуна до краја новембра када су воде око луке без леда. Најважнији извозни производи су житарице (90% целокупног извоза), а то пре свега захваљујући близини плодних преријских ораница у залеђу. Преко ове луке је 2009. извезено 530.000 тона житарица. Поред међународне трговине, лука је важна за снабдевање свим врстама животних намирница и заједница у Нунавуту на северу.

## Култура
Савремена културна сцена Манитобе представља мешавину традиционалне домородачке и савремене канадске културне сцене која се развијала под утицајима европских досељеника и америчких суседа. У Влади Манитобе постоји посебан ресор који је задужен искључиво за промоцију и развој културне сцене покрајине (Министарство културе, наслеђа, омладине и спорта Манитобе). Најважнији центар културних и просветних активности у покрајини налази се у њеном главном и највећем граду Винипегу.

### Књижевност
Књижевна традиција у покрајини је веома развијена и веома дуга. Многи аутори су за свој рад добили многобројна домаћа и страна признања, а међу најцењеније књижевнике се убрајају Алфред Елтон ван Воукт, Дејвид Бергер, Бертрам Брукер, Маргарет Лоренс Керол Шилдс и Габријел Роа.
Габријел Роа, франкофона списатељица из Манитобе, три пута је добила награду Governor General's Award, а њен цитат се налази на позадини новчанице од 20 канадских долара (Could we ever know each other in the slightest without the arts?). Она се сматра једном од најважнијих франкофоних канадских аутора и уопште једном од најважнијих канадских списатељица свих времена. Керол Шилдс је 2003. добила Пулицерову награду за роман Камени дневници (The Stone Diaries.)

### Музика и плес
Традиционална музика Манитобе има јаке корене у традиционалној домородачкој и метиској култури. Комбинацијом традиционалног индијанског плеса пау-вау и келтског рила у долини Црвене реке настао је плес Ред ривер џиг који је био веома популаран међу првим досељеницима.
Најстарија балетска кућа у Винипегу Royal Winnipeg Ballet је основана 1939. године и најстарији је балетски театар у целој Канади. У класичној музици делују Симфонијски оркестар Винипега и Камерни оркестар Манитобе. У Винипегу је 1970. отворена и зграда опере.
У популарној музици Манитобу је током шездесетих година 20. века прославила рок група The Guess Who. Њихове песме American Woman и These Eyes су својевремено биле међу најслушанијим рок песмама на америчким топ-листама. Винипег су широм света прославили и рок певачи и текстописци Нил Јанг и Том Кокран. Културу и традицију канадских Ескима кроз поп-фолк музику представља Сузан Аглакарк, рођена у Черчилу.
У Винипегу се сваке године током августа месеца одржава традиционални фестивал Фолклорама на коме све нације које живе на територији Манитобе представљају своју културу и традицију. У две недеље колико фестивал траје, цео град представља свет у малом. Манитобски Срби своју културу и традицију представљају путем павиљона „Коло“ и „Београд“.
Године 2008. кроз све павиљоне Фолклораме прошло јепреко 450.000 посетилаца. У Винипегу се традиционално одржавају још два велика музичка фестивала међународног карактера. То су фестивал фолк и џез музике који се одржавају у летњем делу године.

### Позориште и филм
Центар позоришне и филмске делатности у покрајини је Винипег. Најстарије канадско позориште Le Cercle Molière отворено је 1925. у Винипегу. Године 1958. отворено је и англофоно позориште Manitoba Theatre Centre.
Значајнији канадски филмови снимљени у Манитоби су The Stone Angel (према истоименом роману Маргарет Лоренс), The Saddest Music in the World, For Angela и My Winnipeg. Најпознатији канадски аниматор је Кордел Баркер који је два пута номинован за Оскара у категорији најбољих анимираних филмова и то за филмове The Cat Came Back из 1988. и Strange Invaders из 2002.
У Манитоби је снимљено и неколико холивудских филмова, међу којима су најпознатији Капоте и Кукавичко убиство Џесија Џејмса од стране Роберта Форда (енгл. The Assassination of Jesse James by the Coward Robert Ford). У Винипегу су рођене глумице Ана Паквин и Нија Вардалос.

### Музеји
Најважнија и највећа музејска институција у покрајини је Музеј Манитобе, основан 1965. у Винипегу и у њему се чува културно и природно наслеђе Манитобе од праисторијских времена па све до двадесетих година 20. века. Музеј представља и својеврсни научни центар јер се у његовом саставу налазе и планетаријум и галерија посвећена развоју науке. У оквиру музеја налази се поставка која на виртуелни начин у потпуности реконструише морски живи свет на подручју покрајине у периоду ордовицијума (пре 450 милиона година). У то време на подручју Манитобе су живели гигантски трилобити. Део музејске поставке је и реплика брода Нонсач (енгл. Nonsuch) који је 1668. упловио у Залив Хадсон као трговачка претходница доцније компаније Хадсонс беј.
У Форксу, историјском делу Винипега, налазе се Дечји музеј Манитобе, отворен 1983. и Канадски музеј људских права који је отворен 2008. године.
Два музеја парка у покрајини су посвећена искључиво локалној флори и фауни. То су Музеј прерије (енгл. Living Prairie Museum) и Форт Вајт (енгл. FortWhyte Alive). Музеј прерије се простире на 12 хектара прерије у околини Винипега и у њему се налази око 160 различитих врста преријских трава и дивљег цвећа те животињских врста, и од посебне је важности јер у данашњој Манитоби у дивљини живи мање од 1% изворних врста преријских трава. Парк Форт Вајт је познат по великим крдима бизона који ту живе у потпуно природном преријском окружењу.
У градићу Морден налази се Канадски центар за истраживање фосила основан 1971. са највећом колекцијом морских фосилних рептила у Канади.
На 100 км западно од Винипега, у сеоцету Остин налази се Музеј пољопривреде Манитобе који поседује највећу канадску колекцију пољопривредног оруђа.
У згради некадашње опатије Греј Систерс у Винипегу (најстарија преостала грађевина у граду) данас је смештен Музеј Светог Бонифација (фр. Le Musee de Saint-Boniface) који представља подсетник на франкофону прошлост покрајине. У градићу Стајнбак налази се етно-село (енгл. Mennonite Heritage Village) посвећено првим руским менонитским заједницама које су се населиле у том подручју. Музеј је познат по својим ветрењачама и сваке године га посети на хиљаде туриста. У Гимлију је смештен Завичајни музеј Новог Исланда (енгл. New Iceland Heritage Museum) који је посвећен великој заједници Исланђана који су се 1875. доселили у то подручје.

## Образовање
Прва школа на територији Манитобе отворена је 1818. године од стране католичких мисионара у Винипегу, док је две године касније отворена и прва протестантска школа. Године 1871. основан је покрајински одбор за образовање који је био задужен за фунционисање и наставни програм свих јавних школа на територији покрајине. Већину јавних школа у покрајини финансира локална влада, изузев неколико школа које су под директним финансијским патронатом канадске владе. Постоји и ради 65 приватних школа и три приватна интерната.
У Манитоби ради 5 универзитета којима управља локално Министарство образовања. Најстарији универзитет основан 1818. је франкофони Collège universitaire de Saint-Boniface у Винипегу, који је данас део Универзитета Манитобе. У Винипегу се налазе још и Менонитски хришћански колеџ и Универзитет Винипег. Једина високошколска установа ван главног града налази се у градићу Брендон, а основан је 1899. године.
Широм покрајине налази се 38 јавних библиотека, а 21 од њих је део система библиотека Винипега. Прва библиотека у Манитоби основана је 1848. године.

## Медији
Поред националних мас-медија на територији покрајине, широм Манитобе постоје и бројни локални писани и електронски медији. Медијски живот је најразвијенији у Винипегу. У граду се штампају дневне новине  (дневнополитичко издање) и Winnipeg Sun (таблоид). Винипешке слободне новине су основане 1872. као Manitoba Free Press и најстарије су новине у западној Канади. Чак пет новинских издања се једном недељно испоручује на све кућне адресе у граду а штампају се и издања на језицима мањинских етничких заједница. И многи други мањи градови имају своје локалне новине.
Најзначајнији електронски медиј је национална Си-Би-Си (енгл. СВС) телевизија чије је регионално седиште у Винипегу.
Пет англофоних и једна франкофона телевизија и 21 радио-станица емитују свој програм из Винипега.
Радијски програм у трајању од 24 сата дневно за потребе припадника домородачких заједница Манитобе емитује Native Communications Inc. (NCI).

## Спорт у Манитоби
Најпопуларнији спорт у Манитоби је, баш као и у целој Канади хокеј на леду. Најпознатија професионална спортска екипа су хокејашки клуб Винипег џетси који се такмиче у Националној хокејашкој лиги од сезоне 2011/12. Ова екипа је учествовала у НХЛ лиги и раније у периоду између 1972—96, када се преселила у Атланту у Џорџији.
Све остале спортске екипе из покрајине се такмиче у нижим лигама. У покрајини је развијен универзитетски спорт, а студенти универзитета из Манитобе имају прилику да се такмиче у атлетским дисциплинама у оквиру Западноканадске универзитетске атлетске асоцијације.
Највећа спортска дворана налази се у граду Винипегу, и реч је о МТС центру. Дворана је отворена 16. новембра 2004. године и налази се у власништву компаније True North Sports & Entertainment Limited. Укупна површина корисног простора износи 41.000 м², трошкови изградње износили су 133,5 милиона C$, а капацитет дворане је 15.000 седећих места за утакмице у хокеју на леду. Првобитно је носила име True North Centre а ново име је добила по генералном спонзору Manitoba Telecom Services.
У периоду 2004—11 у њој су своје утакмице играли хокејаши АХЛ тима Манитоба мус, а од 2011. дом је НХЛ екипе Винипег џетси. Поред спортских такмичења, дворана је намењена и концертима, и одликује се одличном акустиком.

## Занимљивости
- Према легенди са почетка 20. века у језеру Манитоба живи велико чудовиште које је названо Манипого.[147]
- Иако у северним деловима покрајине живи велик број поларних медведа, симболи Манитобе су ипак бизон и велика сива сова.
- Манитоба је због свог квадратног облика у 19. веку називана и Провинцијом поштанске марке.
- Једина је канадска провинција у којој више од половине становника живи у једном граду - Винипегу.
- Универзитет у градићу Брендону је најмлађа високообразовна установа у покрајини иако је основан 1899. године.[148]
- Црвена река код града Селкирка богата је сомовима, па се Селкирк често назива „светском престоницом сома“

## Препоручена литература
| - 1968 - „ 1963”. Архивирано на веб-сајту (17. август 2011) - Friesen, Gerald; Potyondi, Barry (1981). A Guide to the Study of Manitoba Local History. Winnipeg: University of Manitoba Press. ISBN 978-0-88755-121-5. - Hébert, Raymond M. (2004). Manitoba's French-Language Crisis: A Cautionary Tale. Montreal: McGill-Queen’s University Press. ISBN 978-0-7735-2790-4. - Hanlon, Christine; Edie, Barbara; Pendgracs, Doreen (2008). Manitoba Book of Everything. Lunenberg, NS: MacIntyre Purcell Publishing Inc. ISBN 978-0-9784784-5-2. - Whitcomb, Ed (1982). A Short History of Manitoba. Stittsville, ON: Canada’s Wings. ISBN 978-0-920002-15-5. - Welsted, John E.; Everitt, John C.; Stadel, Christoph (1996). The Geography of Manitoba: its land and its people. The University of Manitoba Press. ISBN 978-0-88755-635-7. - Laws, Gordon D.; Laws, Lauren M. (2002). Manitoba. Lucent Books. ISBN 978-1-59018-047-1. - Reynolds, Lindor (1991). Manitoba. Whitecap Books. ISBN 978-1-895099-50-8. - Thomas, Paul G.; Brown, Curtis (2010). Manitoba Politics and Government: Issues, Institutions, Traditions. University of Manitoba Press. ISBN 978-0-88755-401-8. |